# Segregatgefüge
Das Segregatgefüge (lat. segregare = entfernen, trennen), auch Absonderungsgefüge, bezeichnet eine Form der Bodenstruktur. Feinkörnige, mineralische Bodenpartikel bilden – hauptsächlich durch Schrumpfungsvorgänge – Absonderungen (Segregate) unterschiedlicher Größe. Schwundrisse führen im Porenvolumen des Bodens zu sehr großen Hohlräumen zwischen den Segregaten, während innerhalb der Segregate Feinporen überwiegen.

## Beschreibung
Wechselnde Bodenfeuchte verursacht bei den Tonmineralen in Kolloidform Schrumpfungs- und Quellungszustände, abhängig vom Anteil quellbarer Dreischicht-Tonminerale. Je nach vorhandenen Kationen (Calcium, Magnesium, Natrium), dem Tongehalt und den vorherrschenden Druckbedingungen entstehen Segregate unterschiedlicher Ausrichtung und Form. 
Nach ihrer Form werden Polyedergefüge, Prismengefüge, Säulengefüge, Plattengefüge unterschieden.

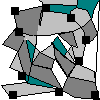
Polyedergefüge

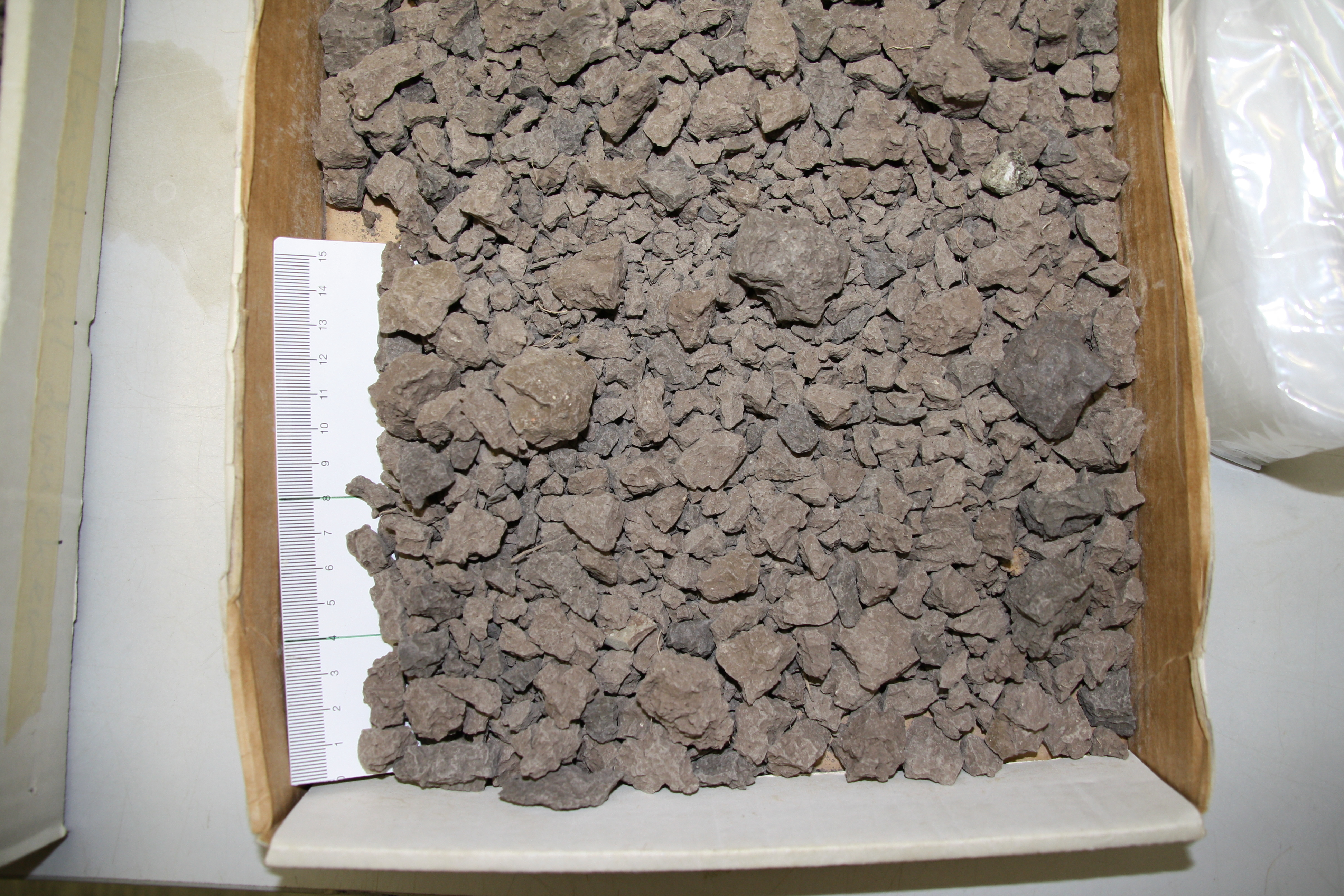
Polyedergefüge

Polyedergefüge sind die häufigste Gefügeform im Unterboden von Lehm- und Schluffböden sowie im A-Horizont von Böden mit wenig organischer Substanz und geringer Aktivität des Bodenlebens. Es entsteht bei allseitiger Absonderung in Verbindung mit Calcium-Ionenbelag Ca2+.
- Feinpolyeder sind 1–10 mm groß, sie entstehen durch Frosteinwirkung (Frostsplittergefüge).
- Grobpolyeder  sind größer als 10 mm im Durchmesser.

Prismengefüge

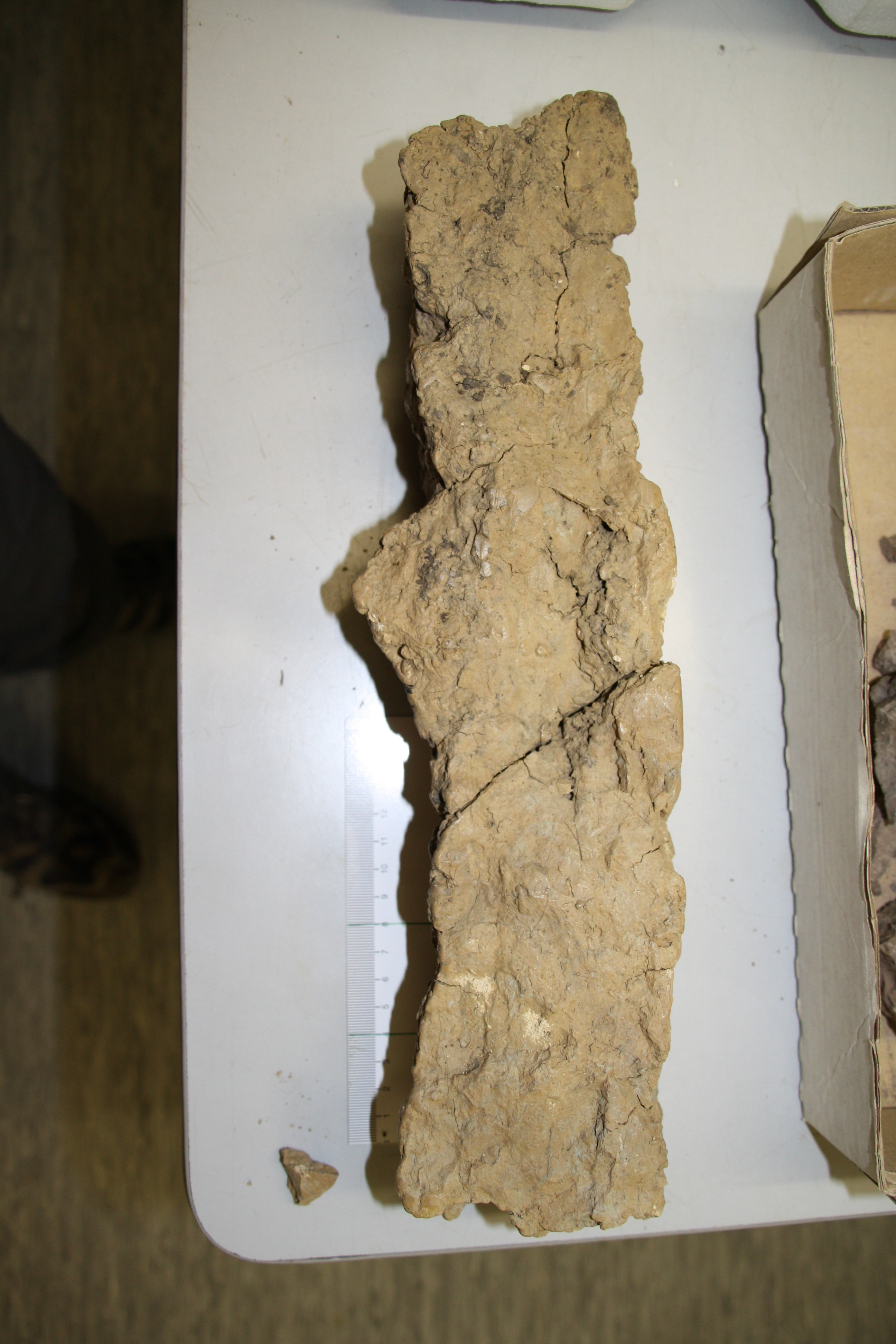
Prismatisches Gefüge

Prismengefüge sind scharfkantige Säulen, die durch vorwiegend senkrechte Rissbildung in Böden mit hohem Tongehalt entstehen.
Säulengefüge
sind abgerundete Strukturen mit vorwiegend senkrechter Rissbildung in schweren Böden mit Natrium-Ionen-Belag Na+ und Magnesium-Ionenbelag Mg2+, also zum Beispiel Marschboden.
Plattengefüge
Plattengefüge entstehen durch Quellung und Schrumpfung bei vorwiegend horizontalen Kräften, häufig im Unterboden bei Auflast. Entstehung auch bei Frosteinwirkung im Unterboden.

## Einschätzung für die Bodennutzung
Da die Absonderungsgefüge hinsichtlich immer weiterer Dispergierung nicht stabil sind, kann schließlich wieder eine Einzelkornstruktur (Staub) oder – bei Verdichtung oder Verschlämmung – eine Kohärentstruktur aus den Bodenteilchen entstehen. Beide Strukturen sind hinsichtlich der Luft- und Wasserführung nicht optimal. Eine für den Anbau günstige und fruchtbarere Bodenstruktur mit stabilen Aggregaten – also eine Krümelstruktur – entsteht aus Böden mit Segregatstruktur erst durch Zugabe von organischer Substanz und Belebung des Bodens. 